# Pseudodiopsis detrahens
Pseudodiopsis detrahens är en tvåvingeart som först beskrevs av Walker 1860.  Pseudodiopsis detrahens ingår i släktet Pseudodiopsis och familjen Diopsidae. Inga underarter finns listade i Catalogue of Life.